# Komotovka
Komotovka je bývalá usedlost a hostinec v Praze 3 – Žižkově. Stála na stejnojmenném návrší původně zvaném Šibeniční vrch, které se nachází mezi ulicemi Husitská a Seifertova v jejich dolní, západní části.

## Historie
Od středověku se na Šibeničním vrchu mezi Novou branou a kopcem Vítkov nacházelo popravní místo pro Staré a Nové Město pražské. Koncem 18. století byly obě šibenice a další doprovodné stavby zlikvidovány a pozemky prodány. Na nich byly poté založeny sady, zahrady, pastviny a vinice. Hostinec zde vznikl zřejmě na místě viničního domku a kromě něj se v těchto místech nacházela ještě cihlářská pec a několik menších hospodářských staveb.
Komotovku koupil 31. března roku 1871 zasilatel Alois Stuchlík (1832–1894) za 72 000 zlatých a do 25. července roku 1873 ji po částech rozprodal.

### Aréna Na Komotovce
Roku 1872 si na vrchu Komotovce pronajal divadelník Jaroslav Hof od Aloise Stuchlíka část parcely č. 900 (ohyb ulice Řehořova), aby zde postavil divadelní arénu. Žádost o stavební povolení podal 16. dubna 1872, prohlídka stavebního pozemku se konala již 20. dubna a týž den bylo povolení vydáno. „Nová česká aréna staví se na návrší v prodloužené Hyberňácké ulici pražské za neratovickým cestovodem (viaduktem) vlevo, od něhož vede silnice přímo k vysočině divadelní na vinici Komotovské na rozhraní obce pražské, vinohradské a karlínské položené.“ (deník Pokrok, 16. dubna 1872).
Aréna, dřevěná stavba na kruhovém půdorysu, byla postavena a otevřena 1. června téhož roku pod vedením tesařského mistra Kutiny. Stála na nezastavěném návrší téměř na jeho nejvyšším místě, dobře viditelná z hradeb a od Nové brány, vedle hojně navštěvovaného hostince. Když byla při divadelním představení scéna vzadu otevřená, „…jest pohled na jeviště romantický, neboť vidíme v pozadí skálu posetou tu a tam travinami.“ (časopis Besedník, č. 8, 15. června 1872) Zmíněná skála se nachází ve vnitrobloku domů mezi ulicemi Seifertova, Příběnická a Řehořova.
| „ | Hned za domem rohovým z Husovy třídy u Bulhara vede viadukt spojovací dráhy cís. Františka Josefa a za domem železničního eráru 92–3 trojitý viadukt České severní dráhy, za nímž čís. 32–5 sluje Komotovka, což bývala restaurace s arenou, jež stávala však dále na místě nových domů 21–27 n. za hostincem u zlatého kola č. 19 n. | “ |
| — | |   |

Hofova divadelní společnost ale nebyla úspěšná. Hlavní příčinou byla malá návštěvnost her, druhou pak blízkost cihelny, ze které se valil kouř a hustý dým na jeviště i do hlediště a dráždil ke kašli. Společnost se na konci září 1872 rozpadla a aréna zůstala Josefovi Mikuláši Boleslavskému, společníku Hofa. Ještě nějaký čas v ní hrály další divadelní společnosti (Elišky Zöllnerové, Kramuelova a Švandova).
Stavba sama byla po technické stránce v dobrém stavu, ale stálý neúspěch divadelních představení vedl Josefa Mikuláše k prodeji arény „na dříví“ – karlínskému staviteli Šlechtovi, který dal stavbu ve 2. polovině listopadu 1874 zbořit. Toho roku se na západním a severním úpatí Komotovky začala stavět další železniční trať a do konce 19. století bylo celé návrší zastavěno činžovními domy.

### Komotovka v literatuře
Vladimír Neff (vnuk Jana Neffa, v románu Jana Borna) o příchodu a životě na Komotovce psal v prvním (Sňatky z rozumu – 1957) a druhém díle (Císařské fialky – 1958) pětidílného rodového cyklu o životě podnikatelských rodin Nedobylů a Bornů. Literárně usedlost popsal jako rozsáhlé, napůl dřevěné a napůl zděné přízemní stavení, kde za vraty u domu byl dvůr s hospodářskými stavbami a stájemi přistavěnými ke svislému skalnímu úpatí jednoho z mnoha výběžků ovocného sadu.